# Choronzon (Akercocke)
Choronzon è il terzo album in studio del gruppo blackened death metal inglese Akercocke, pubblicato nel 2003.

## Tracce
1. Praise the Name of Satan – 7:10
2. Prince of the North – 2:04
3. Leviathan – 7:47
4. Enraptured by Evil – 4:06
5. Choronzon – 2:07
6. Valley of the Crucified – 5:09
7. Bathykolpian Avatar – 5:25
8. Upon Coriaceous Wings – 1:46
9. Scapegoat – 4:13
10. Son of the Morning – 5:32
11. Becoming the Adversary – 6:49
12. Goddess Flesh – 2:31

## Formazione
- Jason Mendonça – chitarra, voce
- Paul Scanlan – chitarra
- The Ritz – tastiere
- Peter Theobalds – basso
- David Gray – batteria